# 費城費城人
費城費城人（英語：Philadelphia Phillies）是一支位於賓夕法尼亞州費城市的美國職棒大聯盟球隊，他們是一支擁有多年歷史的球隊，從1883年成立至今一直待在費城。球隊隸屬國家聯盟東區。自2004年開始，主場搬遷至位於南費城的市民銀行球場。
費城人一共獲得兩次世界大賽冠軍（1980年擊敗堪薩斯市皇家和2008年擊敗坦帕灣光芒）和八次國家聯盟冠軍，第一次獲得的冠軍是於1915年所獲得的國家聯盟冠軍。
他們是大聯盟史上首支達成一萬敗的球隊，也是大聯盟所有球隊之中敗場數最多的球隊。

## 歷史

### 早期
費城費城人成立於1883年，球隊成立初期，隊名為貴格會（Quakers），隔年改名為費城人（Philadelphias），而成為常用的隊名，不久後球隊的英文名字縮短為Phillies。在1884年和1889年這段時期，貴格會和費城人這兩個隊名交互使用著，一直到1890年才讓費城人成為正式隊名，並使用至今。
1887年球隊以Baker Bowel為主場，在這段時期裡面有Ed Delahanty，Billy Hamilton，Sam Thompson等優秀球員，但不久以後這些球員就離開球隊前往新成立的美國聯盟。
1915年是費城人隊史初期耀眼的一年，這一年費城人贏得隊史近30年來的第一個冠軍－國家聯盟冠軍，並拿下世界大賽的門票，能夠有如此好的成績要感謝投手Grover Cleveland Alexander和右外野手Gavvy Cravath等人優異的表現，其中Gavvy Cravath以24發全壘打贏得該季的全壘打王和打點王，不過這一年費城人在世界大賽以1勝4敗輸給波士頓紅襪，輸掉的4場比賽都是1分差。
然而在1915年世界大賽結束以後，貧窮的財政困擾著球隊，而讓費城人從1918年至1948年陷入長期的黑暗期，只有在1932年國聯的排名為第4名，這一年費城人的Chuck Klein贏得MVP，隔年1933年又贏得三冠王。1932年之外的其他時期都的排名都在後面幾名，陷入長期的痛苦掙扎。

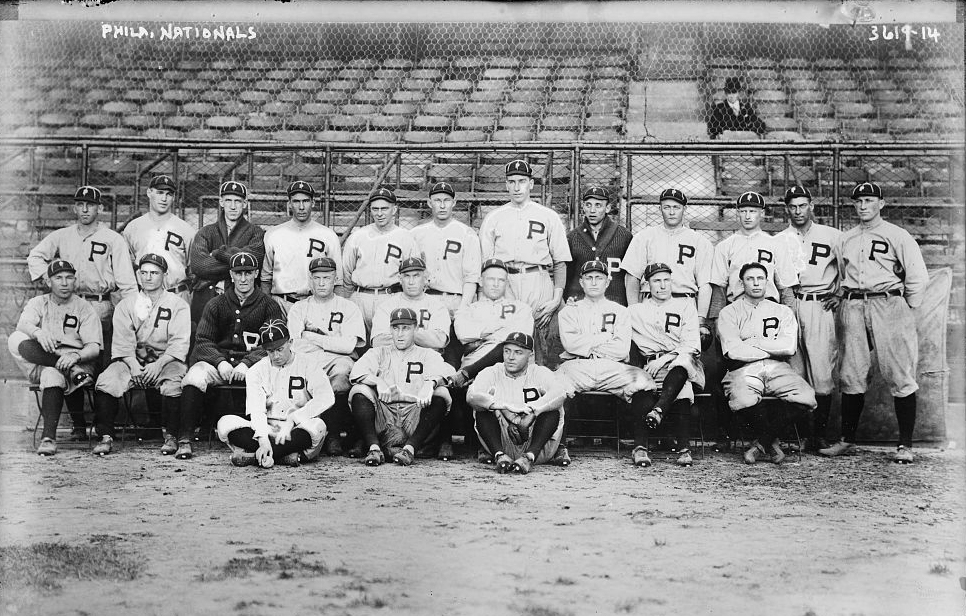
1915年，拿下國家聯盟冠軍的費城人隊。

### 神童（Whiz Kids）時代
在1938年，費城人隊將主場從Baker Bowl搬到Connie Mack體育場，但這對於觀眾的人數並沒有什麼增漲，因為在1938年－1942年，費城人隊連續五個球季都在聯盟墊底。1943年2月，聯盟開始對一些負債球隊開始控管，他們把球隊賣給紐約一個集團的領導者William D. Cox，在買進球隊以後，Cox幾乎都沒有重視球員的發展。後來，球隊又轉手到德拉威州的杜邦Robert M. Carpenter父子手裡，並以Robert Jr.當總裁。年輕的Carpenter一開始是要以改名為「藍鳥（Blue jays）」來改變球隊的形象，但是新的名稱不被接受，方案在1949被停止，改以建立小聯盟系統作為替代，而這個方案也讓費城人出現了一些棒球名人堂選手，如Richie Ashburn和Robin Roberts，而神童（Whiz Kids）的稱號也在此時出現。
1950年的費城人，在7月和8月一直緊跟著領先群；到了9月底，他們已經只落後布魯克林道奇兩場勝差。而球季的最後系列賽是兩隊的對戰，費城人就在最後靠著Dick Sisler的全壘打，把費城人再度打入了1950年世界大賽。但此時隊上的Curt Simmons，在投了17勝之後，於九月份因為韓戰爆發而被叫去服兵役，所以錯失了世界大賽。世界大賽中，費城人遭到紐約洋基給橫掃，以0勝4敗輸掉比賽，其中前三場都是只輸一分。

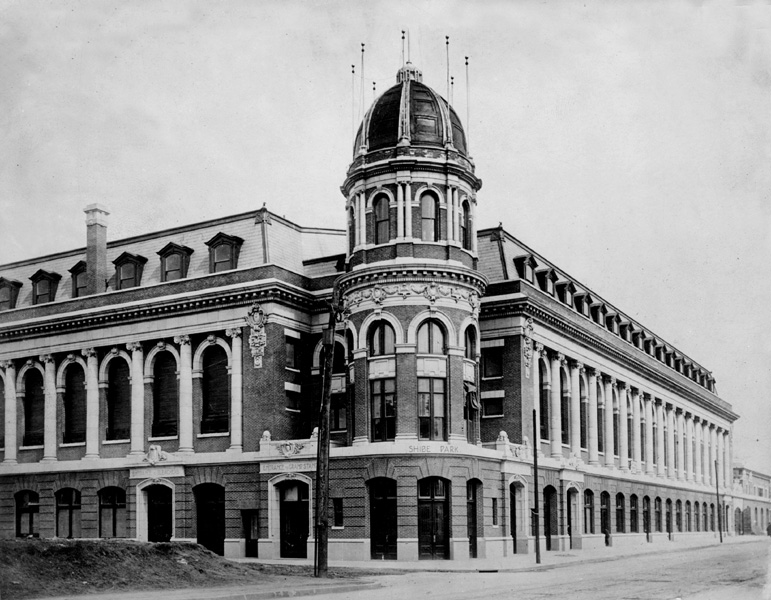
1938–1970年費城人的主場Connie Mack 體育場。

### 世界大賽冠軍
在1950年以後，費城人的戰績開始變得平庸，沒有特別出色的成績，神童的稱號消失不見。1961年的時候，費城人打破了大聯盟自1900年以來連敗23場的紀錄，但經過這個難堪的記錄以後，隨著Richie Ashburn和Robin Roberts 的離隊，並換了新教練Gene Mauch，費城人的戰績開始好轉，1962年，費城人的戰績，九年來第一次在五成邊緣，名次也落居到第7（全部共10支球隊）。
在1963年的時候，他們又在下半季上升到第4；1964年，隨著從底特律老虎獲得的投手Jim Bunning和美國職棒大聯盟年度最佳新人獎的內野手Dick Allen，費城人在八月的時候，戰績為聯盟首位，和第2名有多達6.5場的勝場差。但是，在9月底時最後的12場比賽輸掉10場，也丢掉領先的地位，最後由聖路易紅雀拿下第一名，費城人隊只維持住第二名的戰績。
在1970年，為費城人在Connie Mack體育場最後的一個球季，在球季結束以後，搬到新的球場Veterans體育場，並穿上新的褐紅色的球衣，期望球隊能夠有一個新的改變。1974年，三壘手Mike Schmidt變成聯盟最好的長打者之一，費城人雖然在球季前半段有著極佳的戰績，但是在8月和9月間逐漸下滑，而失去進入季後賽的機會。
不過這個低潮沒有持續很久。1976年到1978年，費城人連續3年拿下國家聯盟東區冠軍，但是在國家聯盟冠軍賽都輸掉比賽。
1980年費城人再度拿下國家聯盟東區冠軍，在聯盟冠軍賽碰上休士頓太空人，前4場比賽雙方打成2勝2敗的平手局面，關鍵第5場9局打完雙方為7：7平手的局面，必須進行延長加賽，10局上費城人中外野手擊出1分打點的二壘安打，幫助費城人超前比數，最後拿下比賽勝利，獲得國家聯盟冠軍和世界大賽門票，賽後許多的民調與評論均指出，這是大聯盟季後賽裡面，史上最佳的一個系列賽。
費城人在世界大賽的對手為堪薩斯市皇家，系列賽以4勝2敗拿下隊史的第1座世界大賽冠軍，也是大聯盟從1901年到1961年以後，第16個獲得世界大賽冠軍的球隊。
1983年，費城人再度打進世界大賽，但以1勝4敗輸給巴爾的摩金鶯。此後從1984年到1992年8年的期間，費城人都沒有再進入季後賽。

### 近年
1993年，在球季剛開始的第一個月，費城人拿下17勝5敗的佳績，球季結束以後以97勝65敗拿下分區冠軍進入季後賽，在聯盟冠軍賽遇上亞特蘭大勇士，費城人以4勝2敗打敗勇士，在1993年世界大賽遇上去年的冠軍多倫多藍鳥，前五戰打完費城人以2勝3敗處於落後的局面，在第六場比賽9局上比賽結束時，費城人以還領先1分，但是沒想到卻被藍鳥隊的打者Joe Carter擊出再見3分全壘打，而輸掉冠軍。
2004年費城人隊搬到新的主場市民銀行球場，在球季結束以後，費城人更換新的總教練為Charlie Manuel，並在2005年11月由Pat Gillick取代Ed Wade擔任總經理。

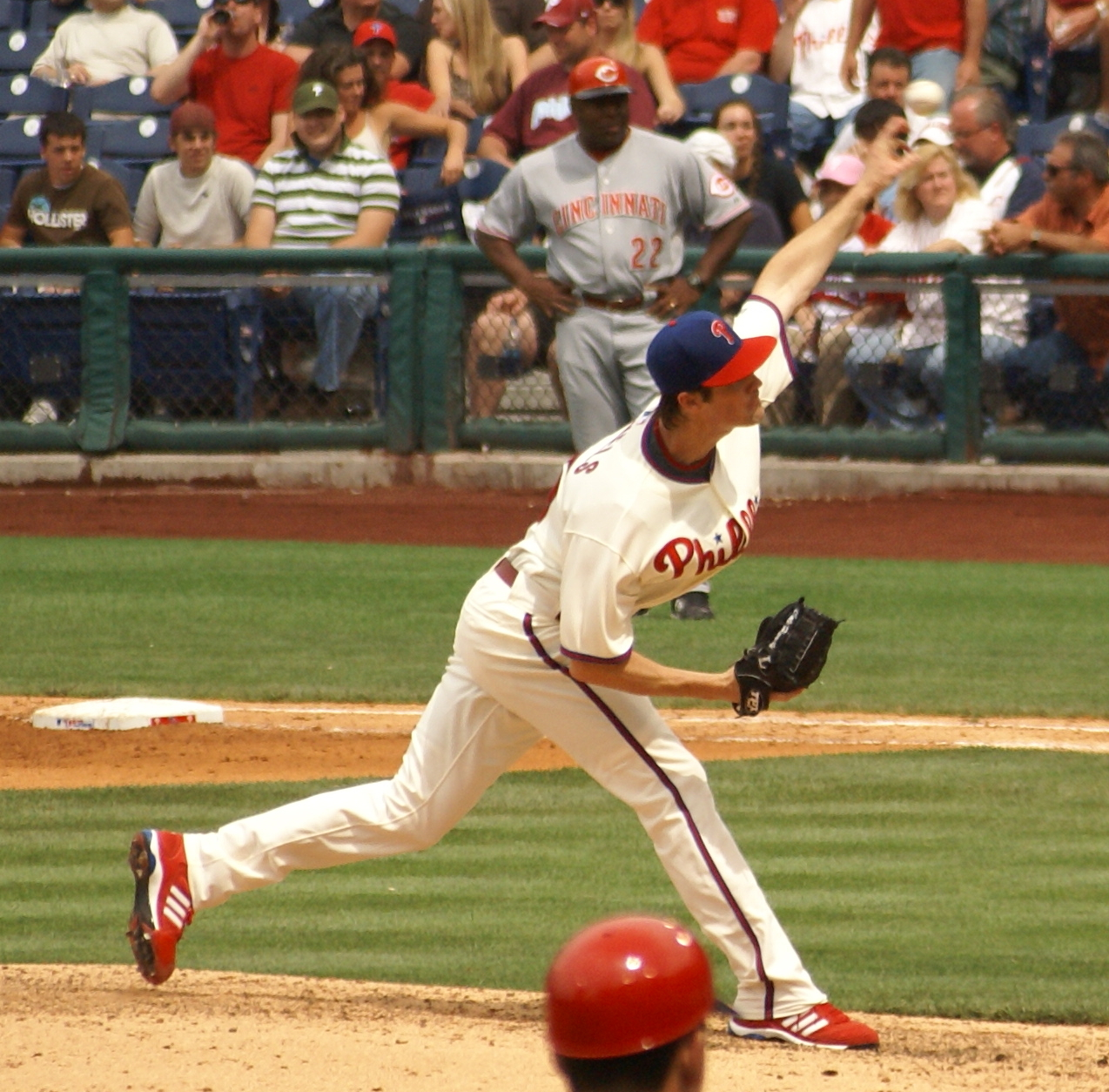
2008年，在球場上投球的科爾·漢梅爾斯

Gillick接任以後開始改造球隊，除了透過交易補進球員以外，還培養年輕的核心球員，這些球員包括內野手蔡斯·阿特利、萊恩·霍華德、吉米·羅林斯和投手科爾·漢梅爾斯，這些球員也不負眾人期待，在2007年幫助費城人贏得14年來的首個國家聯盟東區冠軍，但是在國家聯盟分區賽卻被科羅拉多落磯以3勝0敗給橫掃。2007年球季結束以後，透過交易從休士頓太空人換來布萊德·李吉，培養其成為隊上的終結者。
2008年，因紐約大都會九月投手崩盤，讓費城人以後來居上，以92勝70敗連續2年贏得國聯東區冠軍進入季後賽，並在國聯分區賽以3勝1敗淘汰密爾瓦基釀酒人，這是自從1993年世界大賽以來，費城人在季後賽所贏得的第一個系列賽。優秀的先發投手陣容，讓費城人順利在國聯冠軍賽擊敗洛杉磯道奇，贏得國聯冠軍，
在世界大賽和坦帕灣光芒爭奪世界大賽冠軍。費城人以4勝1敗打敗光芒，奪得隊史126年以來的第2座世界大賽冠軍，科爾·漢梅爾斯獲得國家聯盟冠軍和世界大賽的MVP。

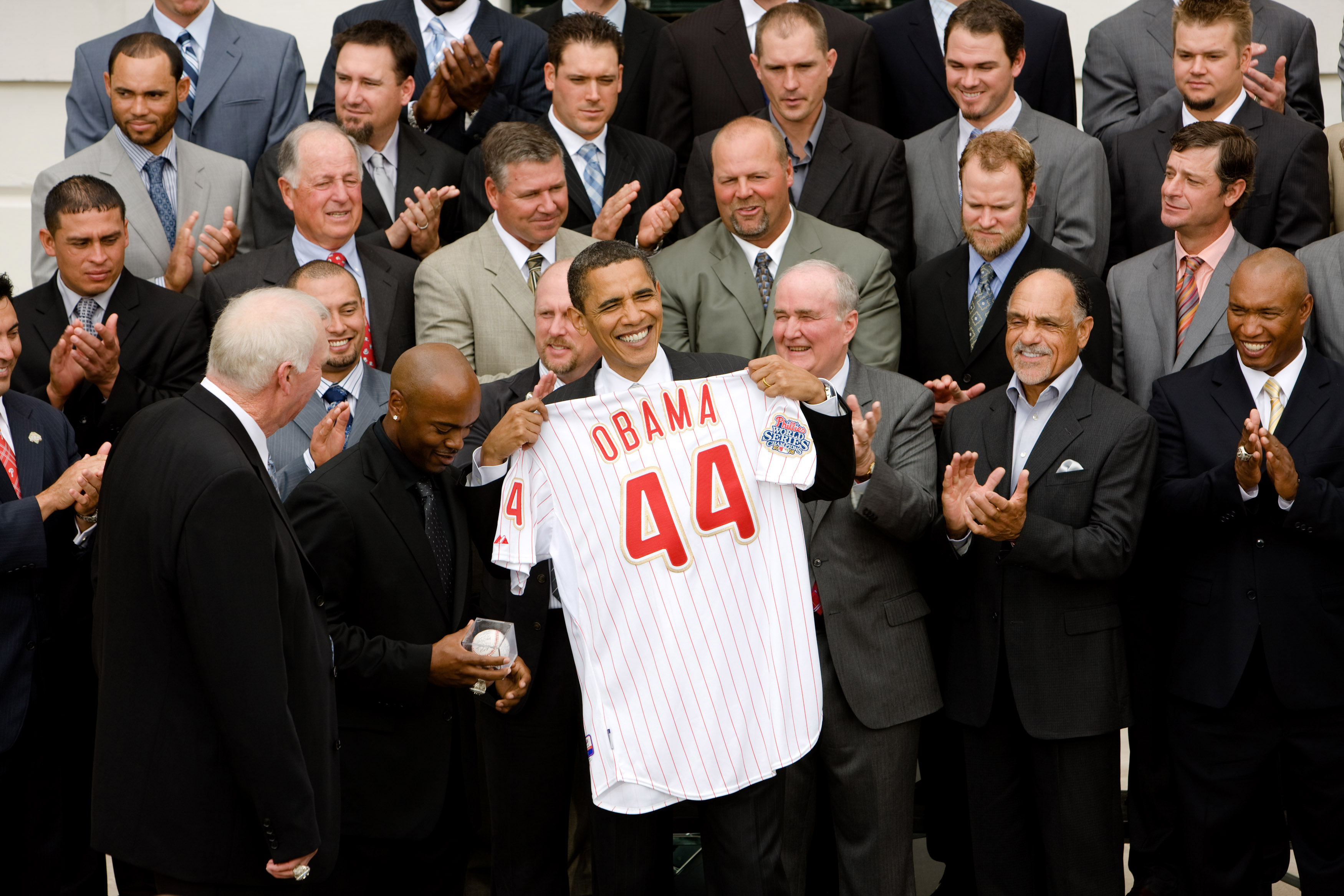
在奪得2008年世界大賽冠軍之後參訪白宮，並受到總統歐巴馬的接見。

在球季結束以後，總經理Gillick在自由球員市場簽下外野手勞爾·伊巴涅斯，取代離隊的Pat Burrell，並讓2008年主力球員幾乎都留下來。2009年7月，在自由球員市場簽下獲得3次賽揚獎的佩卓·馬丁尼茲，並在交易截止日前和克里夫蘭印地安人交易2008美聯賽揚獎得主克里夫·李。9月30日贏得至從1978年以來的三連霸國聯東區冠軍，在2009年國家聯盟分區賽 對上科羅拉多洛磯，以3勝1敗贏得系列賽，國聯冠軍賽是對上前一年的隊手道奇，而費城人相同的以4勝1敗擊敗道奇，要和美聯冠軍的紐約洋基爭奪2009年世界大賽冠軍，這是至從1950年以來兩隊再度在世界大賽對決。
雖然費城人漂亮的先贏得第一場比賽，但之後連輸3場比賽，第5場比賽雖成功延長戰線，但還是在第6場比賽輸掉世界大賽，無緣拿下二連霸。

### 2010年
2009年12月16日，球隊進行三方交易，將今年球季交易來的克里夫·李交易到西雅圖水手，而從多倫多藍鳥交易到洛伊·哈勒戴 。5月29日，哈勒戴在面對佛羅里達馬林魚的比賽中，投出完全比賽。
6月，因多倫多要舉辦2010年二十國集團多倫多峰會，原定於6月25日至27日在羅渣士中心舉行對多倫多藍鳥的2場客場賽事，改於費城人主場舉行舉行，因為是在美國聯盟的主場比賽，所以可以有指定打擊的安排，這也是國聯球隊主場裡面第一次有指定打擊，這場比賽球隊安排萊恩·霍華德擔任指定打擊。
2010年球季結束以後，費城人繼續獲得東區冠軍，也是連續四年都獲得分區冠軍，今年費城人以97勝65敗為大聯盟戰績最佳的球隊，9月戰績是20勝5敗，是至從1983年以來，9月戰績最佳的1年，期間還獲得11連勝。7月29日，球隊從休士頓太空人交易洛伊·奧斯華，以增強投手戰力。在2010年國家聯盟分區賽的第1場比賽，哈勒戴投出大聯盟歷史第2個季後賽的無安打比賽，幫助球隊以3：0擊敗辛辛那提紅人 ，這個系列賽費城人以3連勝淘汰紅人。
在2010年國家聯盟冠軍賽，費城人的對手為舊金山巨人，最後只獲得2勝4敗的戰績被淘汰，無緣連續3年拿下國家聯盟冠軍。2010年12月15日，费城人以5年1亿2千万美金的合约签下克里夫·李，使得李重回费城。

### 2011年
2011年球季，費城人原本僅以3比2領先，在8下打出4支安打其中伊巴涅茲的滿貫全壘打，單局攻得6分大局鎖定勝局，最後以9比2擊潰紅雀，連續5年拿到國聯東區冠軍，成為首支進季後賽的球隊。
在國家聯盟分區賽碰上國聯外卡聖路易紅雀，前四戰隊戰成二勝二負聽牌優勢，第五戰兩隊派出前多倫多藍鳥隊友兼好友的克里斯·卡本特對決洛伊·哈勒戴，最終費城人以0比1敗給紅雀，系列戰2勝3敗遭到淘汰。

### 2012年-2021年：黑暗期
費城人確定解雇總教練加布·卡普勒。曾在2009年擊敗費城人帶領洋基拿下世界冠軍的吉拉迪（Joe Girardi），在經過2年的總教練空窗期後，確定將成為費城人隊史第55任總教練，在下個賽季將執教友愛之邦，其合約推估為三年1200萬美金。
費城人確定解僱擔任五年總經理Matt Klentak，暫時由Ned Rice代理到找到新任總經理。前紅襪總管唐布羅斯基(Dave Dombrowski)，在2018年幫助紅襪奪下世界大賽冠軍後，隔年因戰績不理想、薪資預算爆表而離職。美國媒體《The Athletic》透露，唐布羅斯基已經找到新工作，將擔任費城人棒球發展部門總裁，《The Athletic》更引述消息來源說法，表示費城人最快下周就會發布消息。
隨著費城人今（1日）以3比5落敗、眼睜睜看著同區勁敵亞特蘭大勇士連續4年稱霸國聯東區，確定連續10年無緣季後賽。

### 2022年：國聯第6種子奇蹟
費城人本季開局並不順遂，眼看又是無緣季後賽的一季，不過在吉拉迪下課（22勝29敗）時迎來反轉，代理總教練Rob Thomson帶領友愛之邦急起直追。
歷時4014天的等待（期間經歷6任總教練、3任總管，共吞893敗）費城人終於在球季最後一個系列賽（作客太空人）擠上季後賽末班車，10月3日以3：0拿下國聯最後一張外卡門票與第6種子，繼2011年後再闖季後賽。
國聯外卡系列賽，費城人對上第3種子―國聯中區冠軍紅雀。費城人先在第1戰9局上打破紅雀2分領先的不敗神話，第2戰先發投手諾拉（Aaron Nola）6.2局好投領軍，加上哈波（Bryce Harper）先馳得點的陽春砲，以2：0完成2連勝清盤，也算報了2011的一箭之仇。
費城人自2011年後再次闖進國聯分區系列賽，對上第2種子―國東冠軍兼衛冕軍勇士。球團宣布代理總教練Rob Thomson獲得2年續約真除升格為正式總教練。靠著狂暴的全壘打攻勢，費城人以3：1淘汰對手，接下來將在國聯冠軍戰中對決打翻國聯龍頭道奇的聖地牙哥教士。
國聯冠軍系列賽，費城人先在客場搶得頭香，接著回到主場又是連勝到底，以4：1擊倒教士，自2009年後重返世界大賽，與同日稍後橫掃洋基的太空人爭奪世界大賽冠軍。
面對7連勝且實力更勝一籌的美聯大魔王，費城人以重砲轟炸與果斷換投相抗。G1在0：5落後下完成大逆轉，G3更以5發全壘打重挫太空人，但季後賽主場6連勝也在此時遭到攻破，G4遭到無安打完封，G5與G6則是低比數投手戰被對手擊出致勝全壘打。最終費城人以2：4落敗，為輝煌的奇蹟之旅畫下句號。

### 2023年：連續兩年國聯外卡奇蹟
國聯外卡系列賽，費城人對上第5種子，同樣來自國聯東區對手馬林魚，最終以連2勝戰勝對手，連續兩年過關；對上第2種子國聯東區冠軍兼衛冕軍勇士，最終以3：1淘汰對手；接下來國聯冠軍戰的對手是打翻國聯龍頭道奇的亞利桑那響尾蛇，前六戰戰成3勝3敗平手局面，兩隊將進入決一死戰的「搶七大戰」，來爭奪世界大賽門票，最終費城人2：4不敵響尾蛇，無緣連兩年進入世界大賽。

### 2024年：睽違13年，國聯東區冠軍
2024年9月24日，費城人以6：2擊敗小熊，正式在國聯東區封王，奪下自2011年以來首座國聯東區冠軍。賽季結束拿下95勝67敗的成績，在國聯分區賽以1勝3敗敗給紐約大都會，結束今年賽季。

## 棒球名人堂球員
| - 格羅佛·克里夫蘭·亞歷山大 - Sparky Anderson - 瑞奇·艾許伯恩 - 戴夫·班克羅夫特 - 契夫·班德 - 丹·布魯瑟茲 - 吉姆·邦寧 - 史提夫·卡爾頓 - 羅傑·康納 - 艾德·迪拉杭提 - Hugh Duffy |  | - 強尼·艾佛斯 - 埃爾默·弗里克 - 吉米·法克斯 - 比利·漢米爾頓 - 費格森·簡金斯 - 休伊·詹寧斯 - 提姆·基弗 - 查克·克萊因 - 納普·拉傑威 - Tommy McCarthy - 喬·摩根 |  | - 基德·尼可斯 - 湯尼·培瑞茲 - 埃帕·瑞克西 - 羅賓·羅伯茲 - 雷恩·桑柏格 - 麥克·舒密特 - 凱西·史丹格爾 - 山姆·湯普森 - 洛伊德·華納 - 哈克·威爾森 - Harry Wright |

## 退休號碼
- P 格羅佛·克里夫蘭·亞歷山大，投手，1911年-17年 及1930年 (使用「P」字的原因是1932年費城人隊才使用背號）
- P 查克·克萊因，右外野手，1928年-33年、1936年-39年、1940年-44年（使用多個不同號碼的球員）
- 1 瑞奇·艾許伯恩，中外野手 1948年-59年;廣播員1963年-97年
- 14 吉姆·邦寧，投手，1964年-69年 & 1970年-71年
- 15 迪克·艾倫, 三壘手-一壘手, 1963-69 & 1975-76
- 20 麥克·舒密特，三壘手，1972年-89年
- 32 史提夫·卡爾頓，投手，1972年-86年
- 36 羅賓·羅伯茲，投手，1948年-61年
- 42 傑基·羅賓森（所有大聯盟球隊均將此號碼退休）

## 以費城人球員身分進入名人堂的球員
1978年至2003年，費城人每年選出一名球員是對費城人及運動家有貢獻球員。2004年起，每年只有一名球員加入。球員必定是在費城人及運動家至少效力四年以及在該隊引退。
- 36 羅賓·羅伯茲，投手1948-61年;1978年選出
- 1 瑞奇·艾許伯恩，中外野手，1948-59年; 廣播員1963-97年; 1979年選出
- 查克·克萊因，右外野手，1928-33, 1936-39, 1940-44; 1980年選出
- 格羅佛·克里夫蘭·亞歷山大，投手, 1911-17 & 1930; 1981年選出
- 14 戴爾·恩尼斯，左外野手, 1946-56; 1982年選出（費城居民）
- 14 吉姆·邦寧，投手, 1964-69 & 1970-71; 1984年選出
- 艾德·迪拉杭提，左外野手, 1888-89 & 1891-1901; 1985年選出
- 賽·威廉斯，中外野手, 1918-30; 1986年選出
- 2 Granny Hamner，游擊手, 1944-59; 1987年選出
- 5 Paul Owens，總經理 1972-83; MGR, 1972 & 1983-84; executive 1984-2003; 1988年選出
- 32 史提夫·卡爾頓，投手, 1972-86; 1989年選出
- 20 麥克·舒密特，三壘手, 1972-89; 1990年選出
- 10 賴瑞·波瓦，游擊手, 1970-81; 總經理、2001-04; 1991年選出
- 41 Chris Short，投手, 1959-72; 1992年選出
- 28 Curt Simmons，投手, 1947-60; 1993年選出
- 6 Willie Jones (Puddin' Head)，三壘手, 1947-59; 1995年選出
- 山姆·湯普森，右外野手, 1889-98; 1996年選出
- 6 Johnny Callison，右外野手, 1960-69; 1997年選出
- 19 葛雷格·盧辛斯基，左外野手, 1970-80; 1998年選出
- 45 Tug McGraw，投手, 1975-84; 1999年選出
- 蓋維·克拉瓦斯，右外野手, 1912-20; MGR, 1919-20;  2000年選出
- 31 Garry Maddox，中外野手, 1975-86; 2001年選出
- 8 Tony Taylor，二壘手, 1960-71 & 1974-76; 2002年選出
- Sherry Magee，左外野手, 1904-14; 2003年選出
- 比利·漢米爾頓，左外野手, 1890-95;2004年選出

該牆原來設在費城原主場老兵球場主建築內200Level的川堂之中的牆面, 並稱費城棒球名人堂, 隨該球場於2003年球季結束退役拆除後, 現移徙至公民銀行球場中外野的全壘打圍牆外, 並改稱名人牆。 2004年後選出者
- 2004 Billy Hamilton Phillies OF 1890–1895
- 2005 Bob Boone Phillies C 1972–1982
- 2006 Dallas Green Phillies P 1960–1967; MGR 1979–1981
- 2007 John Vukovich Phillies INF 1970–1971 & 1976–1981; CO 1988–2007
- 2008 Juan Samuel Phillies 2B 1983–1989

## 附屬小聯盟球隊
| 費城人所屬小聯盟球隊 (2008) |                  |                  |
| 等級                        | 球隊             | 聯盟             |
| 3A                          | 雷海山谷鐵豬     | 國際聯盟         |
| 2A                          | 利丁格鬥菲爾斯   | 東方聯盟         |
| 高階1A                      | 澤西灣藍螯蝦     | 佛羅里達聯盟     |
| 1A                          | 清水市長尾鮫     | 南大西洋聯盟     |
| 新人                        | 佛羅里達費城人   | 灣岸聯盟         |
| 新人                        | 多明尼加費城人紅 | 多明尼加夏季聯盟 |
| 新人                        | 多明尼加費城人白 | 多明尼加夏季聯盟 |

## 外部連結
- 費城費城人官方網站 （页面存档备份，存于）（英文）
- 費城費城人的Facebook專頁
- 費城費城人的Instagram帳戶
- 費城費城人的X（前Twitter）
- YouTube上的費城費城人頻道

| 獎項                         | 獎項                   | 獎項                       |
| ---------------------------- | ---------------------- | -------------------------- |
| 前任： 匹茲堡海盜 波士頓紅襪 | 世界大赛冠军 1980 2008 | 繼任： 洛杉磯道奇 紐約洋基 |